# Distretto di Aïn Arnat
Il distretto di Aïn Arnat è un distretto della provincia di Sétif, in Algeria.

## Comuni
Il distretto di Aïn Arnat comprende 4 comuni:
- Aïn Arnat
- Aïn Abessa
- El Ouricia
- Mezloug